# Linha ferroviária de alta velocidade Pequim-Zhengzhou-Wuhan-Cantão-Shenzhen-Hong Kong
A linha ferroviária de alta velocidade Pequim-Zhengzhou-Wuhan-Cantão-Shenzhen-Hong Kong ou linha ferroviária de alta velocidade Jingguangshengang (chinês tradicional: 京廣深港高速鐵路, chinês simplificado: 京广深港高速铁路) é uma linha ferroviária de alta velocidade de transporte de passageiros da CRH que liga a Estação ferroviária de Pequim Oeste e o Terminal de Kowloon Oeste em Hong Kong. Quando terminada, terá cerca de 2230 km de extensão. A já existente linha ferroviária Jingguang corre paralela a esta linha.
A construção começou em 2005. A secção Wuhan–Cantão foi inaugurada em dezembro de 2009, a secção Cantão–Shenzhen em dezembro de 2011, a secção Zhengzhou–Wuhan em  setembro de 2012, e a secção Pequim–Zhengzhou em 26 de dezembro de 2012. A secção de 36 km Shenzhen–Hong Kong tem data prevista de inauguração em 2015.
O trecho da linha  entre Pequim e Cantão é a maior linha de alta velocidade ferroviária do mundo, com uma extensão de 2298 km. Presentemente a linha conecta Pequim e Cantão, polo industrial no sul do país, com paragens intermédias em 35 cidades importantes no interior chinês: além das cidades terminais param nas principais cidades do interior da China, como Shijiazhuang, Zhengzhou, Wuhan e Changsha, passando por seis províncias onde vivem cerca de 600 milhões de pessoas, quase metade da população da República Popular da China.
A ferrovia, cujos trens ("comboios-bala") viajam a uma velocidade média de 300 km/h, reduziu para oito horas o tempo de viagem entre as duas cidades em relação aos trens convencionais, que demoravam vinte.
Embora alguns segmentos intermédios já tivessem sido inaugurados anteriormente, somente em 26 de dezembro de 2012, data escolhida para homenagear o aniversário de Mao Tse-Tung, o trecho Pequim-Cantão foi inaugurado. A sua extensão torna esta linha na mais longa linha ferroviária de alta velocidade do mundo.